# 세르칸 케스킨

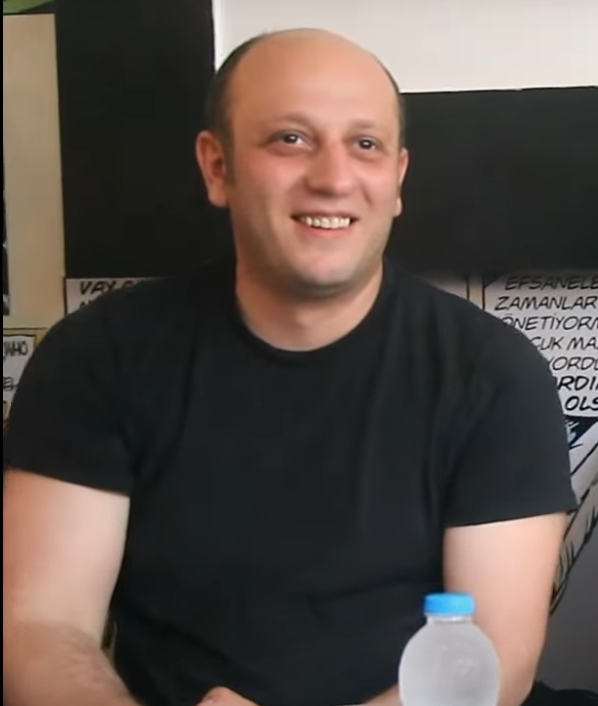

세르칸 케스킨(Serkan Keskin, 1977년 11월 25일 ~ )은 튀르키예의 배우이다.
이즈미트에서 태어났다.

## 영화
- 야생 배나무 (2018년)
- 버터플라이스 (2018년)
- 레모네이드 (2015년)
- 렛츠 씬 (2014년)
- 인사이드 (2012년)
- 더 스트레인저(영어판) (2012년)
- 선 오브 더 선 (2008년)